# ClariS

Früheres Logo

ClariS ist der Name eines im Jahr 2009 auf der japanischen Insel Hokkaidō gegründeten J-Pop-Duos. Zu dem Zeitpunkt der Gründung besuchten die beiden Sängerinnen Clara und Alice noch die Mittelschule. Zu Beginn der musikalischen Karriere nahm das Duo Coverversionen bekannter japanischer Poplieder auf und veröffentlichten diese zwischen 2009 und 2010 auf der Videosharing-Plattform bei Niconico. Später landeten ClariS bei SME Records und veröffentlichten die Debütsingle Irony im Oktober des Jahres 2010. Zwischen 2011 und 2012 folgte die Veröffentlichung diverser weiterer Singles sowie die Herausgabe des Debütalbums Birthday. Bis Ende 2018 erschienen mit Second Diary im Jahr 2013, Party Time ein Jahr später, Fairy Castle im Jahr 2017 und Fairy Party im darauffolgenden Jahr vier weitere vollwertige Studioalben. Zwischenzeitlich wechselten ClariS von SME zu Sacra Music.
Im Jahr 2014 verließ Gründungsmitglied Alice ClariS und wurde am Ende des gleichen Jahres durch Karen ersetzt. Viele Lieder der Band wurden als Vor- bzw. Abspanntitel verschiedenster Animeserien verwendet, darunter Oreimo, Puella Magi Madoka Magica, Nisemonogatari, Nisekoi, Eromanga Sensei und Hataraku Saibō. Das Duo spielte bereits im Nippon Budōkan sowie auf mehreren Anime Festivals wie dem Animax Music und dem Animelo Summer. Im November des Jahres 2017 spielten ClariS ihr erstes Konzert außerhalb Japans auf dem Anime Festival Asia in Singapur.
Bekannt ist das Duo dafür, dass seine Mitglieder nicht in der Öffentlichkeit in Erscheinung treten und ihre Identitäten geheim halten, um sich auf ihre schulische Laufbahn konzentrieren zu können. So tragen die Musikerinnen bei Live-Auftritten Masken und für Werbezwecke werden anstatt Fotos Illustrationen von verschiedenen Mangaka angefertigt. Bei einem Konzert im Rahmen des zehnjährigen Bühnenjubiläums im Oktober 2020 zeigten sich die beiden Sängerinnen erstmals ohne Maskierung.

## Geschichte

### 2009–2012: Gründung und Zeit an der Mittelschule
ClariS wurde im Jahr 2009 unter dem Namen Alice Clara gegründet, als die beiden Schülerinnen Clara und Alice damit begannen Coverversionen diverser japanischer Popstücke auf der Video-sharing-Plattform von Niconico zu veröffentlichen. Im gleichen Jahr veröffentlichte das Duo noch sieben weitere der insgesamt dreizehn Coverstücke. Ende April des Jahres 2010 veröffentlichte der Verleger Sony Magazines, das zu SME Records gehört, das Anime-Musikmagazin LisAni! mit einer beigelegten Sampler-CD auf dem das Lied Drop, welches von Livetune geschrieben wurde, zu finden ist und das erste offizielle Lied des Duos darstellt. Im Jahr 2010 wurden die letzten sechs Coverlieder auf Niconico veröffentlicht mit Listen!! von der Animeserie K-On!! am 5. Juni 2010. Am 24. Juli 2010 erschien die zweite Ausgabe des LisAni!-Magazins, abermals mit einer CD-Beilage. Auf dieser ist das Duo mit dem Lied Kimi no Yume o Miyō, welches erneut von Livetune geschrieben wurde, zu hören. Drop! und Kimi no Yume o Miyō erschien auf einer exklusiven Single-CD für die 78. Comiket.
Zu dem Zeitpunkt lag der Fokus auf die Tatsache, dass das Duo die Mittelschule besuchte. Seit Anbeginn der musikalischen Karriere wird bestritten, dass die beiden Musikerinnen zu dem Zeitpunkt der Bandgründung die Mittelschule besuchten, da ihre Stimmen bereits auf ihren eigenen Coverliedern wesentlich älter klangen. Dennoch wurden die beiden als ganz normale Mittelschülerinnen beschrieben, was Kz auch als Grund für einen potenziellen Erfolg von ClariS prognostizierte.
Im September des Jahres 2010 wurde das Duo schließlich fest von SME Records unter Vertrag genommen, sehr zur Überraschung der beiden Musikerinnen. In einem späteren Interview erklärte Alice, das sie eine Vermutung bezüglich eines Plattenvertrags hatte, sich aber dennoch nicht ganz sicher war. Am 20. Oktober 2010 erschien mit Irony die Major-Debütsingle, welche abermals von Kz geschrieben wurde, und etwas später in den japanischen Singlecharts einstieg. Irony wurde zudem als Vorspann für die erste Staffel von Oreimo verwendet. Um die Single bewerben zu können, veröffentlichte die Good Smile Company zwei Nendroid-Figuren der Musikerinnen basierend auf Illustrationen von Hiro Kanzaki. Anfang Februar des Jahres 2011 erschien mit Connect die zweite Single, die als Vorspann der Animeserie Puella Magi Madoka Magica genutzt wurde und auf Platz fünf der heimischen Singlecharts einstieg. Zwischenzeitlich wurde die Single mit einer Platin-Schallplatte von Recording Industry Association of Japan (RIAJ) ausgezeichnet. ClariS coverten das Lied True Blue der japanischen Band Zone und veröffentlichten diesen als Teil des Zone-Tributalbums Zone Tribute: Kimi ga Kureta Mono am 10. August 2011.
Am 14. September 2011 erschien mit Nexus die dritte Single und landete auf Platz fünf der Singlecharts. Das Lied wurde als Vorspann für das Videospiel Ore no Imōto ga Konna ni Kawaii Wake ga Nai Portable ga Tsuzuku Wake ga Nai sowie als Titellied des neunten Bandes der Light-Novel-Serie, in der die beiden Musikerinnen einen Cameo-Auftritt haben, verwendet. Am 1. Februar 2012 erschien die vierte Single Naisho no Hanashi, das als Abspanntitel der Anime-Fernsehserie Nisemonogatari verwendet wurde und auf Platz zwei in Japan einstieg. Das Lied wurde von Ryo von Supercell getextet.

### 2012–2014: Highschool und Trennung von Alice
Im März des Jahres 2012 erlangten Clara und Alice ihren Abschluss an der Mittelschule. Etwa einen Monat darauf, am 11. April erschien mit Birthday das Debütalbum des Musikduos, welches in drei Editionen veröffentlicht wurde: Eine reguläre CD, eine CD mitsamt beiliegender DVD und eine Version mit Nendroid-Figuren der Musikerinnen und einer zusätzlichen CD mit zwei Bonustiteln. Bereits im Mai gleichen Jahres wurde das Album mit einer Gold Disc durch die RIAJ bedacht. Im August erschien mit Wake Up eine neue Single, die für den Anime Moyashimon Returns als Vorspann Verwendung fand. Im Oktober folgte die Herausgabe des Liedes Luminous, welches als Vorspann in den ersten beiden Kinofilmen zum Franchise Puella Magi Madoka Magica zu hören ist. Im Dezember 2014 erhielt Luminous ebenfalls eine Gold Disc. Die siebte Single, Reunion, die im April 2013 erschien, wurde als Vorspann für die zweite Staffel der Animeserie Oreimo genutzt.
Am 26. Juni 2013 erschien mit Second Story das zweite Studioalbum von ClariS. Colorful, die achte am 30. Oktober gleichen Jahres veröffentlichte Single, ist im Vorspann des dritten Madoka-Magica-Films Rebellion zu hören. Anfang Januar 2014 bestritt das Duo ihren allerersten Live-Auftritt im Zepp in Tokio, wo sie unter anderem Reunion vor ausverkauftem Publikum hinter einem Vorhang sangen und lediglich als Silhouetten wahrzunehmen waren. Die neunte Single Click, veröffentlicht am 19. Januar 2014, wurde als einer von zwei Titeln für die Animeserie Nisekoi ausgewählt; während die nachfolgende Single Step der zweite Vorspanntitel der Serie wurde. Am 4. Juni 2014 wurde mit Party Time das dritte Album veröffentlicht. Es war die letzte Beteiligung von Alice, die kurz vor der Albumveröffentlichung ihren Ausstieg bekanntgab.

### 2014–2024: Neue Sängerin Karen,ParfaitoneundIris
Anfang November 2014 lag der 19. Ausgabe des LisAni!-Magazins eine CD bei, auf der das Lied Clear Sky von ClariS zu hören ist und erstmals von Clara selbst und Karen, die wie Clara zu diesem Zeitpunkt die Highschool besuchte, geschrieben wurde. Anfang Januar 2015 erschien mit Border eine neue Single, die als Abspann für Tsukimonogatari genutzt wurde und gab zudem bekannt, das Karen offiziell bei ClariS eingestiegen sei. Ende Januar spielte das Duo im Rahmen des LisAni! Live-5 Konzertes erstmals im Nippon Budōkan. Beide Musikerinnen erreichten im März 2015 ihren Abschluss an der Highschool. Einen Monat nach ihrem Schulabschluss folgte die Herausgabe der ersten Kompilation unter dem Titel ClariS: Single Best 1st.
Ende Juli 2015 wurde mit Anemone eine weitere Single herausgebracht, welche für den Anime Classroom Crisis Verwendung fand. Die im November gleichen Jahres veröffentlichte dreizehnte Single Prism wurde genutzt um das 40-jährige Jubiläum um die Maskottchen Kiki und Lala des Großhandelsunternehmens Sanrio zu zelebrieren. Im März 2016 folgte die Veröffentlichung der EP Spring Tracks: Haru no Uta. Im Juni erschien die vierzehnte Single Gravity, die als Abspann der Animeserie Qualidea Code eingesetzt wurde. Gemeinsam mit der J-Rock-Band Garnidella arbeitete das Duo an dem Lied Clever, das ebenfalls als Abspann für Qualidea Code genutzt werden sollte. Für das Videospiel Akiba’s Beat schrieb das Duo das Lied Again, das Ende November offiziell veröffentlicht wurde. Am 25. Januar 2017 erschien mit Fairy Castle das inzwischen vierte Album des Musikduos.
Am 10. Februar 2017 spielte das Duo abermals im Nippon Budōkan, dessen Konzert für eine Live-DVD aufgezeichnet wurde. ClariS unterschrieben einen neuen Plattenvertrag bei Sacra Music, einem Tochterunternehmen von SME Records. Mitte April erschien mit Hitorigoto die nunmehr sechzehnte Single, die als Vorspannmusik für den Anime Eromanga Sensei Verwendung fand. Shiori, die nachfolgende Single, welche im September 2017 erschien, fand Verwendung als Abspanntitel der zweiten Staffel von Owarimonogatari. Bei ihrem zweiten Auftritt im Pacifico Yokohama Convention Center am 16. September gleichen Jahres gaben die Musikerinnen ihre Identitäten preis. Auch spielte das Duo auf dem Animelo Summer Live. Im November gleichen Jahres spielten ClariS im Rahmen des Anime Festival Asia erstmals auf einer Convention außerhalb Japans, nämlich in Singapur. Im Januar 2018 erschien mit Primalove die achtzehnte Single zunächst auf digitaler Ebene, ehe einen Monat später eine physische Veröffentlichung folgte und als Abspann für den Anime Beatless genutzt wurde. Anfang August 2018 folgte die Herausgabe der neunzehnten Single CheerS, die im Abspann der 13-teiligen Animeserie Hataraku Saibō zu hören ist. Mitte November folgte die Veröffentlichung des Albums Fairy Party.
Im August des Jahres 2019 erschien die EP Summer Tracks: Natsu no Uta, die Platz acht in den japanischen Musikcharts erreichen konnte. Im März 2020 wurde mit Alethea/Signal eine Doppel-A-Seite-Single auf dem japanischen Markt herausgegeben. Das Lied Alethea ist in der Abspannsequenz der Animeserie Magia Record zu hören. Signal wurde als Titellied des Smartphone-Spiels zu Magia Record genutzt. Im Februar 2021 veröffentlichte das Duo das Lied Fight!!, das im Abspann der zweiten Staffel der Anime-Produktion zu Cells at Work! als musikalische Unterlegung genutzt wurde. Dem folgte die Herausgabe der Single Alive, die in der Vorspannsequenz des Original-Anime Lycoris Recoil zu hören ist. Bereits im April 2022 wurde das Album Parfaitone in Japan veröffentlicht. Im Mai 2024 folgte das siebte Studioalbum Iris. Es folgte die Veröffentlichung des Liedes Andante, welches in der Abspannsequenz der ersten zwölf Episoden des Anime-Reboots zu Spice & Wolf als musikalische Untermalung eingesetzt wurde.
Anfang August 2024 spielte das Duo im Rahmen der AnimagiC in Mannheim ihre ersten beiden Konzerte in Europa. Am 1. September 2024 gaben das Duo bekannt, dass Karen zum 10. November gleichen Jahres nach Abschluss ihrer Japan-Tournee ClariS verlassen werde.

## Mitglieder
Seit der Gründung im Jahr 2009 bis Mitte 2014 bestand ClariS aus den Sängerinnen Clara und Alice – deren Namen ein Pseudonym darstellen um die Anonymität der Musikerinnen zu wahren – aus Hokkaidō, die zu dieser Zeit die Mittelschule besuchten. ClariS stellt dabei ein Kofferwort aus den Namen der beiden damaligen Musikerinnen dar und wurde als Hommage an den Charakter Clarisse aus dem Animefilm Das Schloss des Cagliostro gewählt. Auf der bandeigenen Webseite kann ClariS auch klar und hell bedeuten, obwohl das lateinische Wort clarus geschrieben wird. Sowohl Clara als auch Alice sangen seit ihrer Zeit im Kindergarten als beide gemeinsam Gesangskurse an der gleichen Musikschule nahmen, wo sie sich schließlich kennen lernten. Clara spielt zudem Piano.
Da ihr schulischer Werdegang oberste Priorität genoss, hat das Duo bisher keine Fotos von sich öffentlich gemacht, sondern stattdessen Illustrationen anfertigen lassen. Auf diesen Zeichnungen werden Clara in rosafarbenen, bei Alice blaue Kleidungsstücke dargestellt. Außerdem repräsentiert der Halbmond Clara während eine Sonne Alices Persönlichkeit widerspiegelte. Clara wird mit einer welligen Frisur ohne Pony dargestellt, während Alice mit langem Haar und Pony gezeichnet wurde. Um ihre Anonymität zu wahren, haben sie niemanden aus ihren Freundeskreisen – außer ihren Familien – eingeweiht, eine musikalische Karriere gestartet zu haben. Beide haben verraten, dass sie sich selbst als Otaku betrachten, da ihr Interesse bei Anime und Anime-Musik liegt, wobei Clara in einem Interview zugab dieses vor ihren Mitschülern geheim zu halten, während Alice sich selbst als Disney-Otaku bezeichnete.
Mitte des Jahres 2014 verließ Alice das Duo um sich auf ihren schulischen Werdegang konzentrieren zu können. Einige Zeit arbeitete Clara mit Karen, einer befreundeten Mitschülerin zusammen, die sie an der Musikschule kennen lernte. Clara beschrieb Karens Charakter als belebend, da sie sich komplett von ihr unterscheide, weswegen sie persönlich Karen als Nachfolgerin für Alice vorschlug. Laut Clara ist Karen „unschuldig und lebendig“, und besitze dennoch auch einen stoisch wirkenden Charakterzug. Wenn sie gezeichnet wird, werden grüne Farben und Sterne verwendet um ihre Persönlichkeit darzustellen.

## Diskografie
Studioalben

| Jahr | Titel Musiklabel         | Höchstplatzierung, Gesamtwochen, AuszeichnungChartsChartplatzierungen (Jahr, Titel, Musiklabel, Platzierungen, Wochen, Auszeichnungen, Anmerkungen) | Anmerkungen                                              |
| Jahr | Titel Musiklabel         | JP | Anmerkungen                                              |
| ---- | ------------------------ | --- | -------------------------------------------------------- |
| 2012 | Birthday SME Records     | JP2 Gold · (28 Wo.)JP | Erstveröffentlichung: 11. April 2012 Verkäufe: + 100.000 |
| 2013 | Second Story SME Records | JP6 (17 Wo.)JP | Erstveröffentlichung: 26. Juni 2013 Verkäufe: + 39.000   |
| 2014 | Party Time SME Records   | JP2 (12 Wo.)JP | Erstveröffentlichung: 4. Juni 2014 Verkäufe: + 43.000    |
| 2017 | Fairy Castle SME Records | JP10 (7 Wo.)JP | Erstveröffentlichung: 25. Januar 2017                    |
| 2018 | Fairy Party Sacra Music  | JP8 (8 Wo.)JP | Erstveröffentlichung: 21. November 2018                  |
| 2022 | Parfaitone Sacra Music   | JP8 (6 Wo.)JP | Erstveröffentlichung: 6. April 2022                      |
| 2024 | Iris Sacra Music         | JP10 (4 Wo.)JP | Erstveröffentlichung: 22. Mai 2024                       |